# Blatná
Blatná är en stad i Tjeckien.   Den ligger i distriktet Okres Strakonice och regionen Södra Böhmen, i den centrala delen av landet, 80 km sydväst om huvudstaden Prag. Blatná ligger 442 meter över havet och antalet invånare är 6 735.
Terrängen runt Blatná är huvudsakligen platt. Blatná ligger nere i en dal. Runt Blatná är det ganska glesbefolkat, med 40 invånare per kvadratkilometer. Närmaste större samhälle är Strakonice, 18,2 km söder om Blatná. Trakten runt Blatná består till största delen av jordbruksmark.